# Жемыславль
Жемыславль (бел. Жамысла́ўль) — деревня в Ивьевском районе Гродненской области Беларуси. В составе Субботникского сельсовета. Население 456 человек (2009 год).

## География
Деревня расположена в 4 км к северу от центра сельсовета Субботников и в 22 км к северу от города Ивье. Деревня стоит на правом берегу реки Гавьи, около Жемыславля на реке сооружена плотина малой Жемыславльской ГЭС, образующая запруду. В 3 км к северу от Жемыславля проходит граница с Литвой, Жемыславль находится в приграничной зоне Республики Беларусь.

## История
Предполагается, что первым названием поселения было Петровщина, позднее имение называлось Кондратишки. Согласно административно-территориальной реформе середины XVI века поселение вошло в состав Ошмянского повета Виленского воеводства. Принадлежало семейству Зеновичей до 1587 года, когда они продали Кондратишки Стефану Роско. Затем имение принадлежало Швыковским, а с 1684 года — Жемлам, после чего сменило имя на Жемлаславль, а позднее — на Жемыславль.
В результате третьего раздела Речи Посполитой (1795) Жемыславль оказался в составе Российской империи, в Ошмянском уезде. В 1807 году имение приобрёл Якуб Уместовский, на протяжении XIX века род Уместовских ведёт в Жемыславле строительство усадьбы. Сын Якуба Казимир в 1828 году по сторонам деревянного усадебного дома построил два кирпичных флигеля с колонными портиками в стиле классицизма, амбар-ледник, оранжерею и манеж. Его жена Юзефа построила дворец (до 1877 года), архитектура которого является подражанием Лазенковскому дворцу в Варшаве. Автором проекта вероятно стал архитектор Леонард Маркони. В 1885 году при дворце была построена винокурня. В конце XIX века сын Казимира и Юзефы Владислав Уместовский отдал свою родовую усадьбу под научную базу Виленского университета. Во время первой мировой войны Жемыславль был оккупирован кайзеровской армией, немцы здесь открыли курорт.
После Советско-польской войны Жемыславль оказался в составе межвоенной Польской Республики, где был в составе Лидского повета Новогрудского воеводства. C 1939 году в составе БССР.
В середине XX века в Жемыславле была построена плотина на реке Гавья и начала работать малая ГЭС. В 2010 году ГЭС вновь начала работу после реконструкции, суммарная мощность составляет 120 кВ. В Жемыславльском дворце в советское время располагалось правление совхоза.
В 2000 году в Жемыславле была освящена католическая часовня Христа Царя.

## Культура
- Дом культуры
- Музей

## Достопримечательности
- Усадьба Уместовских —  Историко-культурная ценность Республики Беларусь, шифр 413Г000296
  - Дворец, до 1877 года
  - Амбар-ледник (1828?)
  - Амбар, нач. XIX в.
  - Хозяйственный двор (XIX в.)
  - Винокурня, 1885 год
  - Флигель левый, 1828 год
  - Флигель правый XIX век?
- Католическая часовня Христа Царя
- Каплица святой Девы Марии
- Жемыславльский ясень — ботанический памятник природы республиканского значения

## Галерея
- Усадьба Уместовских
- Амбар-ледник
- Амбар
- Аллея перед дворцом Умястовских
- Вид на дворец от реки Гавьи
- Парк
- Жемыславльская ГЭС
- Католическая часовня Христа Царя
- Пруд